# Mars Hand Lens Imager

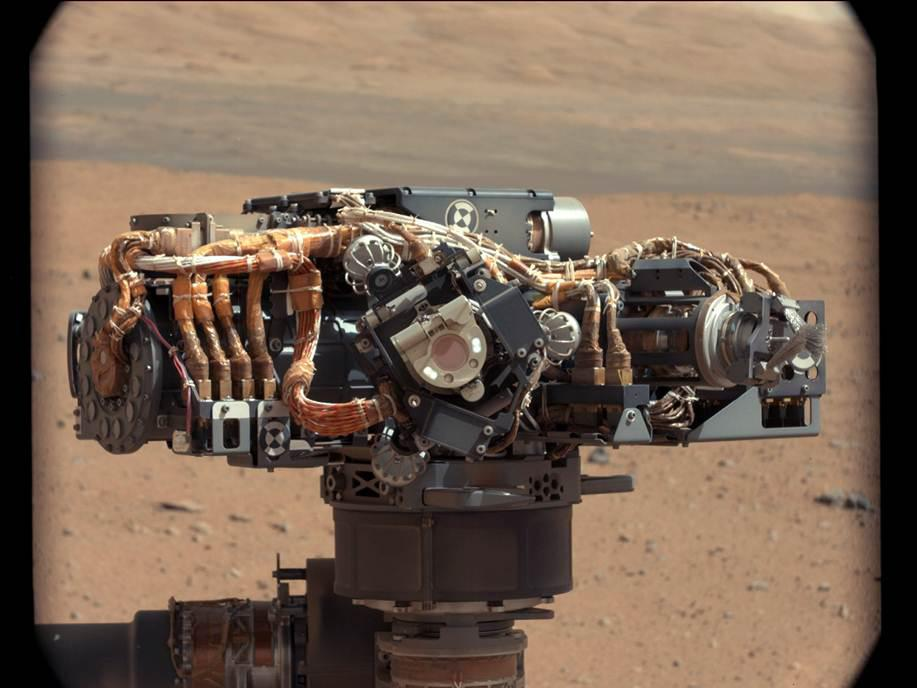
La lente de Mano del Marte de "Curiosity Imager (MAHLI)" encima Marte - "Montar Agudo" es en el fondo (8 de septiembre de 2012).

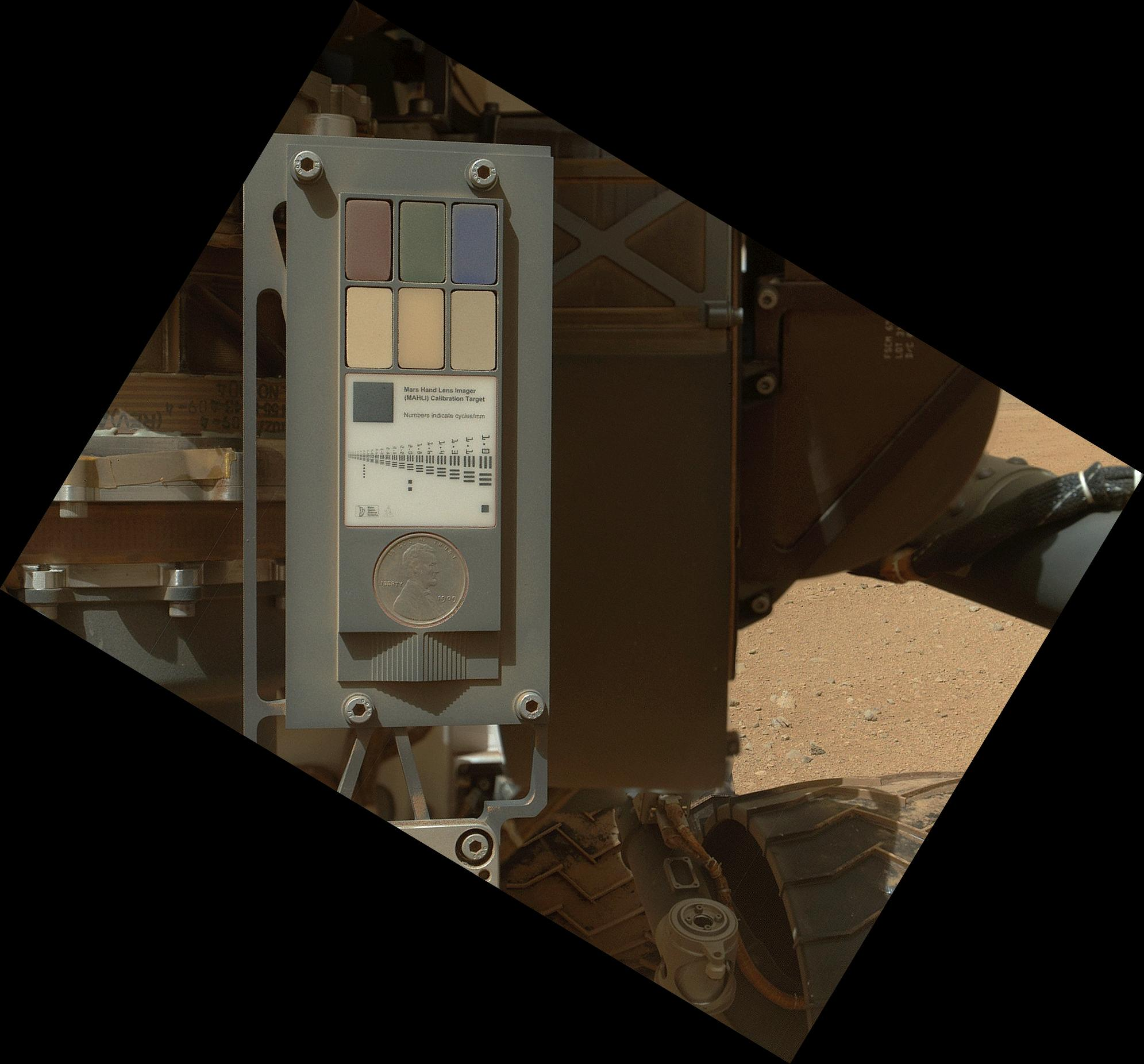
Objetivo de calibración de la "Lente de Mano del Marte Imager (MAHLI)" (9 de septiembre de 2012) (3-D imagen).

Mars Hand Lens Imager (MAHLI) es una de las diecisiete cámaras del rover Curiosity en la misión del Mars Science Laboratory.  El instrumento está montado en el brazo robótico del rover. Es principalmente para adquirir imágenes microscópicas de roca y suelo, pero también se puede utilizar para otras imágenes. MAHLI puede tomar imágenes de color verdadero a 1600 × 1200 píxeles con una resolución de hasta 14.5 micrómetros por píxel. MAHLI tiene una distancia focal de 18,3 mm a 21,3 mm y un campo de visión de 33,8 a 38,5°. MAHLI tiene iluminación led blanca y ultravioleta para imágenes en la oscuridad o imágenes de fluorescencia. MAHLI también tiene enfoque mecánico en un rango de distancias infinitas a milímetros. Este sistema puede hacer algunas imágenes con procesamiento de apilamiento de foco. MAHLI puede almacenar las imágenes en bruto o realizar una compresión predictiva o JPEG sin pérdida en tiempo real. El objetivo de calibración (imagen 3-D) para MAHLI incluye referencias de color, un gráfico de barras métricas, un centavo Lincoln de 1909 VDB y un patrón de escalones para la calibración de profundidad. La NASA dice: "El objetivo principal de la cámara MAHLI de Curiosity es adquirir vistas de cerca de alta resolución de las rocas y el suelo en el campo del rover. La cámara es capaz de enfocar cualquier objetivo a distancias de aproximadamente 0.8 pulgadas ( 2.1 cm) hasta el infinito, lo que significa que, como se muestra aquí, también puede obtener imágenes del paisaje marciano ". El dispositivo también se usa para tomar fotos del rover. Una de esas fotos fue considerada en 2013 por Discovery News como una de las mejores selfies de robots espaciales.